# Casa de Butrón
La casa de Butrón (en el castellano medieval Buitrón) fue un linaje de la nobleza feudal de la Corona de Castilla, descendiente directo de la casa de Haro, la casa de Borgoña y por esta línea familiar de los monarcas de los reinos de Asturias, Castilla, León, Aragón, Navarra, Portugal, la dinastía de los Capetos de Francia, la dinastía Hohenstaufen de Alemania, la casa de Plantagenet de Inglaterra, la casa de Normandía y la casa de Uppsala. El apellido vasco Butrón procede de la palabra buitrón o buitre. Sin embargo, se piensa que su verdadero significado deriva de "butrón", utensilio implementado para la pesca (un cono que deja pasar el agua atrapando los peces). Este era utilizado en el río Butrón que se encuentra delante del Castillo de Butrón, y este lugar era llamado así porque utilizaban "butrones" para la pesca. Los señores de Butrón se instalaron en el siglo XV, en la cercana villa de Plencia donde residieron hasta finales del siglo XVI.
El  Castillo de Butrón se encuentra en la anteiglesia de Santa María de Gatica, de la merindad de Uribe, en el partido judicial de Durango, y de aquí sus ramas se establecieron en la Villa de Bilbao, Plencia y en la merindad de Uribe. En la fogueración de 1704 hallamos ocho casas citadas, una en Baquio, cuatro en Plencia y tres en Gatica. Otros pasaron a Fuenterrabía y Ormáiztegui (Guipúzcoa). El solar de Butrón es uno de los más antiguos e ilustres linajes de Vizcaya. El linaje del solar de Butrón comienza en Juan Pérez de Butrón, I señor de la casa de Butrón.

## Historia de Casa de Butrón

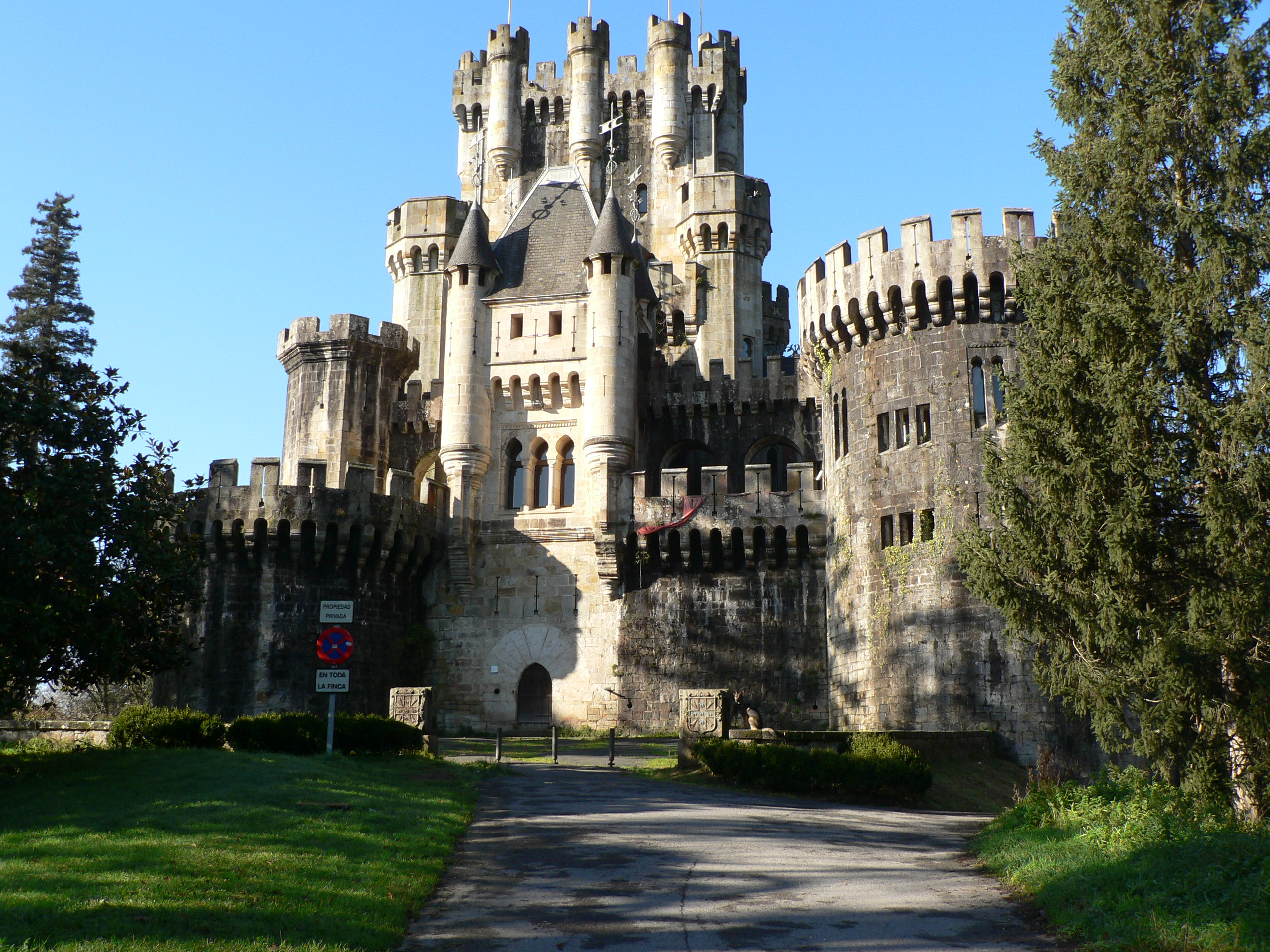
Solar originario del linaje: Castillo de Butrón, ubicado en la provincia de Vizcaya.

En sus inicios los antepasados de la casa de Butrón eran descendientes directos de la Casa de Haro del Señorío de Vizcaya y de los monarcas de los reinos de Asturias, León y Navarra por el matrimonio que efectuó Diego López de Haro "el Blanco", VIII señor de Vizcaya, Alava, Nájera y Haro con María Ordóñez, bisnieta por línea paterna del rey Fruela II de León y Galicia, y tataranieta del rey de Navarra Sancho Garcés I. 
Uno de sus descendientes, Gómez González de Butrón y Múgica, VII señor de la casa de Butrón, fortalezas de Zaballa, Abadiano y Ochandiano, y del Valle de Aramayona, contrajo matrimonio con Elvira Sánchez de Leyva, tataranieta  por línea materna del rey de Castilla y León Alfonso XI el Justiciero, emparentándose así el linaje de la casa de Butrón con los descendientes de la casa de Borgoña y por esta línea familiar de los monarcas de los reinos de Asturias, Castilla, León, Aragón, Navarra, Portugal, la dinastía de los Capetos de Francia, la dinastía Hohenstaufen de Alemania, la casa de Plantagenet de Inglaterra, el Reino de Escocia, la casa de Normandía y la casa de Uppsala, de quienes, entre otros, descienden en línea de parentesco directa los señores de la casa de Emparan y Orbe, de las nobles villas de Azpeitia y Ermua.
- Diego López de Haro "el Blanco", VIII señor de Vizcaya, Alava, Najera y Haro. Contrajo matrimonio con María Ordóñez, hija del conde Ordoño Ordóñez, señor de Lemos y Urraca García. Fueron padres de Sancho Díaz, sigue en la línea descendiente de parentesco.

- Sancho Díaz, señor de Tobía, nacido hacia el año de 1110. Murió en 1169. Contrajo matrimonio con María Díaz Duque y fueron padres de Diego Sánchez del cual proviene el linaje de Rojas y Juan Sánchez, sigue en la línea descendiente de parentesco.

- Juan Sánchez, nació hacia el año de 1130 y fue padre de Ochoa Ibáñez, sigue en la línea descendiente de parentesco.

- Ochoa Ibáñez, nació hacia el año de 1150, pobló y vivió en Axanguiz. Fue padre de Pedro Ochoa de Axanguiz, sigue en la línea descendiente de parentesco.

- Pedro Ochoa de Axanguiz, señor de este antiguo Solar, nació hacia 1170. Tuvo varios hijos siendo Juan Pérez de Axanguiz el segundo legítimo, sigue en la línea descendiente de parentesco.

- Juan Pérez de Axanguiz, nació en Axanguiz, Vizcaya, hacia el año de 1190. Pobló y vivió en Villela y fue padre de Juan Sánchez que heredó el solar de Villela, Iñigo Ortiz que pobló Ibargüen y Juan Pérez que pobló en Butrón y fundó esta noble Casa Solar, sigue en la línea descendiente de parentesco.

- Juan Pérez de Butrón, I señor de la casa de Butrón, nació en Axanguiz, Vizcaya, hacia el año de 1210. En él comienza Esteban de Garibay la genealogía de la Casa de Butrón, y manifiesta que vivió en tiempo del Rey Alfonso X de Castilla, siendo gran privado del conde Lope, Señor de Vizcaya. Fue, en efecto, Rico-hombre del Rey Alfonso X de Castilla, y como tal confirmó privilegios del Monarca. Contrajo matrimonio con Emilia de Estrada, perteneciente esta al linaje del Reino de Asturias. Fueron padres de Ochoa Ibáñez de Butrón, sigue en la línea descendiente de parentesco.

- Ochoa Ibáñez de Butrón, II señor de la casa de Butrón, nació en Butrón, Vizcaya, hacia el año de 1230. Contrajo matrimonio con Toda Ibáñez de Valmaseda, Señora de Cortézubi, hija de Juan Ortiz de Valmaseda, tesorero del Rey. Fueron padres de Ochoa de Butrón y de Gómez González de Butrón, sigue en la línea descendiente de parentesco. Ochoa Ibáñez de Butrón murió con su hijo primogénito Ochoa, en la batalla de Altamira el año de 1275.

- Gómez González de Butrón, III señor de la casa de Butrón, heredó el Solar tras la muerte de su hermano primogénito. Nació hacia el año de 1260, en Butrón. Fue Señor de la casa de Gorte-Zubi, de la mitad de los palacios de la calle Vieja de Balmaseda y de las casas de Burgos. Contrajo matrimonio con Mayor de Abendaño, hija de Juan Pérez de Abendaño, III Señor de Aramayona, Urkizu y Arrieta. Fueron padres de Ochoa de Butrón, sigue en la línea descendiente de parentesco.

- Ochoa de Butrón, IV señor de la casa de Butrón, nació en Butrón hacia el año de 1300. También conocido como Ochoa de Villela. No se ha encontrado con quien contrajo matrimonio pero tuvo como hijos legítimos a Gonzalo Gómez de Butrón, sigue en la línea descendiente de parentesco, Juan Gómez de Butrón que heredó y fundó la Casa y linaje de Meñaca, Pedro González de Butrón, que se asentó en Gámiz, Ochoa Pérez de Butrón que fundó la Casa de Butrón en Plasencia, y dos hijas que contrajeron matrimonio con Martín Ortiz de Martiartu y Juan Sáez de Asúa.

- Gonzalo Gómez de Butrón, V señor de la casa de Butrón, nació en Butrón hacia el año de 1340. Fue Señor de los palacios de Balmaseda y sus patronatos de Vizcaya. El año de 1393 dio muerte a Juan Sánchez de Villela, señor de la Casa de Villela. Su hijo también llamado Juan Sánchez, para vengar la muerte de su padre, solicitó ayuda a los señores de Villa-Real, Juan de San Juan y Martín Ruiz de Avendaño, que a pesar de ser parientes del Butrón, favorecieron al de Villela, quedando enemistadas las familias. Los de Butrón tomaron parte en el bando de los oñacinos y los de Avendaño en el bando de los gamboínos que lucharon por muchos años en las Guerras de bandos. Gonzalo Gómez de Butrón, murió en 1423 sirviendo al rey Juan II de Castilla en el sitio de San Vicente de la Sonsierra, entonces plaza navarra. Contrajo matrimonio con Elvira Sánchez Zamudio, señora de la Casa de Ibargüen y Ochandategui, hija de Ordoño de Zamudio, señor de la Casa de Zamudio, de San Martín de Arteaga y Torres de Salcedo y de Mencia de Las Ribas, señora de la casa solar de Ibargüen, bisnieta de Iñigo Ortiz, hermano de Juan Pérez de Butrón, I señor de la Casa de Butrón. Fueron padres de Gonzalo Gómez de Butrón, sigue en la línea descendiente de parentesco y María de Butrón, señora del Palacio de Balmaseda, que contrajo matrimonio con Sancho Sánchez de Velasco, señor de la Revilla.

- Gómez González de Butrón, VI señor de la casa de Butrón, nació en Butrón hacia 1370. Murió el año de 1435. Contrajo matrimonio con María Alonso de Múgica, III señora de la Casa de Múgica y VII del Valle de Aramayona, hija de Juan Alonso de Múgica, señor de la Casa de Múgica y de Juana González de Agüero. Fueron padres de Gómez González de Butrón y Múgica, sigue en la línea descendiente de parentesco, Juana de Butrón y Múgica que contrajo matrimonio con el cronista de la época Lope García de Salazar, María Alfonsa que heredó la casa de Ormaza y de Gonzalo Gómez de Butrón y Múgica, que contrajo matrimonio con Teresa Luisa de Leguizamón y Mondragón, hija de Luis de Leguizamón,  IV Patrón de Begoña, y de María Ochoa de Mondragón.

- Gómez González de Butrón y Múgica, VII señor de la casa de Butrón, fortalezas de Zaballa, Abadiano y Ochandiano, y del Valle de Aramayona. Fue comendador de Mora en la Orden de Santiago. En las guerras banderizas del País Vasco fue cabeza del bando oñacino, enemigo de Pedro de Avendaño, señor de la Villarreal y Urquizo a quien el bando gamboíno tenía por su Pariente Mayor. Fue muerto en batalla el año 1448 durante el incendio de Mondragón. Contrajo matrimonio con Elvira Sánchez de Leyva, tataranieta por línea materna del rey de Castilla y León Alfonso XI el Justiciero. De éste matrimonio nacieron cuatro hijos, entre los cuales se encuentran: Juan Alonso, VIII señor de la casa de Butrón, Gonzalo Gómez, Ochoa Gómez y Juana Ibáñez de Butrón y Múgica que contrajo matrimonio el 18 de enero de 1450 con Martín Ruiz de Gamboa, señor de la casa de Olaso, patrón de los monasterios de San Bartolomé de Olaso, San Andrés de Éibar, Santa María de Plasencia, San Martín de Zallurroa y Santa María de Goyaz.  De ellos desciende otra rama de la familia, los Morán de Butrón, señores de la casa de Mezeta, quienes posteriormente pasaron a Logroño.  Una rama de ellos pasó a las colonias, avecindándose en la ciudad de Guayaquil, actual Ecuador, con ilustre descendencia, entre ellos: don Toribio de Mogrovejo y Robledo, segundo Arzobispo de Lima y organizador de la Iglesia en el virreinato del Perú, don Gabriel García Moreno y Morán de Butrón, duque de la Santa Fe, Gran Collar de la Orden de Pio IX, don Juan Ignacio Moreno y Maisanove y Morán de Butrón, miembro del Tribunal de la Rota española, Cardenal Arzobispo de Valladolid y Cardenal Arzobispo Primado de Toledo,  don Teodoro Moreno Maisonnave y Morán de Butrón, conde de Moreno, Caballero de la Orden de Montesa, doña Alicia Muguerza y García-Moreno, condesa de Torre Arias, don Alonso Pérez de Guzmán el Bueno y Muguerza García-Moreno.

## Escudo de Armas

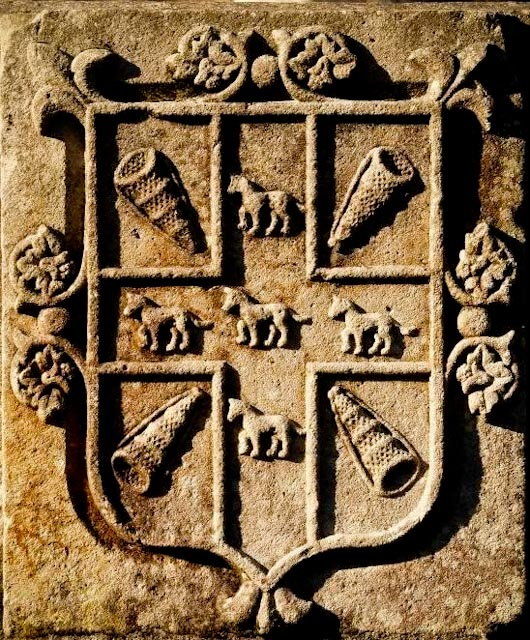
Escudo de la Casa de Butrón sito en el castillo de Butrón.

Las armas de Butrón, en un principio, traían los lobos de Vizcaya, hasta que uno de sus señores, por haberse hallado en la batalla de las Navas de Tolosa, y en recuerdo de ella, las modificó, organizándolas de la siguiente manera: De gules, con una cruz de plata, cargada de cinco lobos pasantes, de sable, y cantonada de cuatro buitrones de oro.
Independientemente de lo que se afirme, lo cierto es que este escudo lo ostentaron desde tiempos muy antiguos los Butrón, en Santa María de Gatika, Bilbao y Merindad de Uribe.  Este escudo hace parte del que también usó otra rama de la familia, los Morán de Butrón al cual añadieron las armas de Morán: escudo partido: 1º de azur, con cinco puntas de lanzas altas puestas en sotuer, 2º de gules, con una cruz de plata, cargada de cinco lobos pasantes, de sable, y cantonada de cuatro buitrones de oro.
Los Butrón Muxika (Múgica) utilizaron: Partido: lº las armas anteriormente descritas por Butrón, y 2º, de gules, con una banda de oro, engolada en cabezas de dragones de sinople, y acompañada de dos escudetes de plata, cargado cada uno de ellos de tres fajas de azur, por el apellido Muxika (Múgica).